# Liste der Biografien/Lij
Liste der Biografien |
Portal Biografien |
Personensuche
# |
A |
B |
C |
D |
E |
F |
G |
H |
I |
J |
K |
L |
M |
N |
O |
P |
Q |
R |
S |
T |
U |
V |
W |
X |
Y |
Z |
?
 
La |
Lb |
Lc |
Le |
Lg |
Lh |
Li |
Lj |
Ll |
Lm |
Lo |
Lp |
Lt |
Lu |
Lv |
Lw |
Lx |
Ly |
Lz
 
Lia |
Lib |
Lic |
Lid |
Lie |
Lif |
Lig |
Lih |
Lii |
Lij |
Lik |
Lil |
Lim |
Lin |
Lio |
Lip |
Liq |
Lir |
Lis |
Lit |
Liu |
Liv |
Liw |
Lix |
Liy |
Liz
Die Liste der Biografien führt alle Personen auf, die in der deutschsprachigen Wikipedia einen Artikel haben. Dieses ist eine Teilliste mit 13 Einträgen von Personen, deren Namen mit den Buchstaben „Lij“ beginnt.

## Lij

### Lijb
- Lijbaart, Joost (* 1967), niederländischer Jazzschlagzeuger

### Lijd
- Lijden, Julian van (* 1992), niederländischer Eishockeyspieler

### Lije
- Lijesen, Robert (* 1985), niederländischer Schwimmer
- Lijewski, Krzysztof (* 1983), polnischer Handballspieler
- Lijewski, Marcin (* 1977), polnischer Handballspieler und -trainer

### Lijk
- Lijke, Nick van der (* 1991), niederländischer Radrennfahrer

### Lijn
- Lijn, Cornelis van der (1608–1679), Generalgouverneur von Niederländisch-Indien (1646–1650)
- Lijn, Liliane (* 1939), amerikanische Künstlerin
- Lijnders, Pepijn (* 1983), niederländischer FußballtrainerPepijn Lijnders (* 1983)

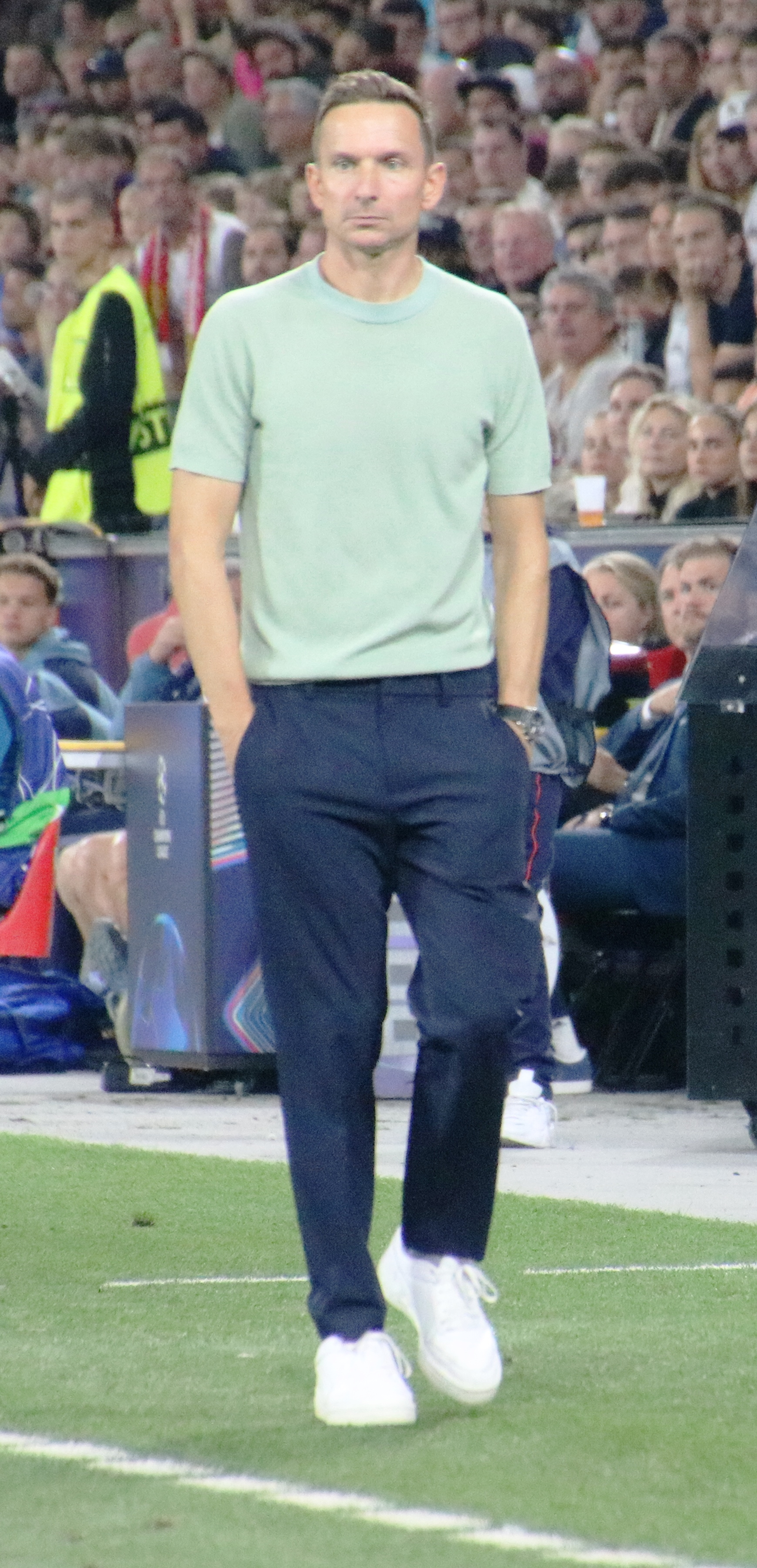
Pepijn Lijnders (* 1983)

- Lijnschooten, Henk van (1928–2006), niederländischer Komponist und Dirigent
- Lijnzaad, Liesbeth (* 1960), niederländische Juristin und Professorin

### Lijo
- Lijoi, Simone (* 1987), italienischer Schauspieler und Sänger

### Lijp
- Lijphart, Arend (* 1936), niederländisch-amerikanischer Politikwissenschaftler